# NL-SfB
NL-SfB (vroeger NL/SfB) is in Nederland de standaard voor het classificeren van elementen, materialen en detailleringen in de bouw.
Het is de officiële Nederlandse versie van de internationaal erkende SfB-classificatie en is specifiek gericht op de bouwsector. De afkorting SfB is afkomstig van het Zweedse comité Samarbetskommittén för Byggnadsfragor. Vrij vertaald naar het Nederlands betekent dit "Gezamenlijke Werkcommissie voor Bouwproblematieken". De NL-SfB is een zogenaamde semantische standaard. Dit houdt in dat er definities in staan vastgesteld. Het is een classificatie van (bouw)elementen, materialen en detailleringen.
NL-SfB is vooral heden ten dage (ten minste sinds 2015 bij de oprichting van het BIM loket) relevant bij het gebruik van digitale systemen voor het verwerken van bouwinformatie. Vanaf het ontwerp, tot realisatie, tot aan het beheer van gebouwen ziet de NL-SfB classificatie er op toe dat in elke fase informatie eenduidig beschikbaar is.
In Nederland zijn NEN-normen opgenomen gebaseerd op de NL-SfB coderingslijst, zoals de NEN-NPR 2657.
Sinds 2024 is een opvolger in de maak: NLBE-SfB, om de samenwerking tussen Nederland en België te bevorderen.

## NL-SfB nader uitgewerkt
De NL-SfB-codering is opgebouwd uit vijf tabellen:
1. Tabel 0 - Ruimtelijke voorzieningen (Gebouw)
2. Tabel 1 - Functionele gebouwelementen (Bouwdeel)
3. Tabel 2 - Constructiemethoden (Fabricagesysteem)
4. Tabel 3 - Constructiemiddelen (Bouwmaterialen)
5. Tabel 4 - Activiteiten, kenmerken en eigenschappen

De inhoud van de tabellen wordt binnen de NL-SfB opeenvolgend samengesteld tot een totaalcode waarin vier onderdelen zichtbaar zijn:
- positie 1 komt uit tabel 0 en beschrijft het soort / type gebouw.
- positie 2 komt uit tabel 1 en beschrijft het bouwdeel
- positie 3 komt uit de tabellen 2 en 3 en beschrijft het bouwsysteem en de bouwwijze.
- positie 4 komt uit tabel 5 en geeft nader informatie

De notatie van een volledige code ziet er dan zo uit:
| NL-SfB | NL-SfB | NL-SfB | NL-SfB |
| 32     | 21     | Fg2    | (P2)   |
| ------ | ------ | ------ | ------ |
|        |        |        |        |

## Tabellen
De tabellen zoals hieronder beschreven tonen uitsluitend de hoofdgroepen per tabel. Per hoofdgroep is er een onderverdeling mogelijk afhankelijk van de breedte van het gebied van de hoofdgroep.
Tabel 0 - Ruimtelijke voorzieningen
0 - Planologische gebieden
1 - Civiel- technische voorzieningen
2 - Agrarische en industriële voorzieningen
3 - Administratieve, commerciële en beschermende voorzieningen
4 - Gezondheids- en sociale voorzieningen
5 - Recreatieve voorzieningen
6 - Religieuze voorzieningen
7 - Onderwijs-, wetenschappelijke- en informatie voorzieningen
8 - Woonvoorzieningen
9 - Algemene en overige voorzieningen
Tabel 1 - Functionele gebouwelementen
0 - PROJECT TOTAAL
1 - FUNDERINGEN
2 - RUWBOUW
3 - AFBOUW
4 - AFWERKINGEN
5 - INSTALLATIES WERKTUIGBOUWKUNDIG
6 - INSTALLATIES ELEKTROTECHNISCH
7 - VASTE VOORZIENINGEN
8 - LOSSE INVENTARIS
9 - TERREIN
Tabel 2 - Constructiemethoden
A - VOORBEREIDENDE WERKEN / ALGEMENE VOORWAARDEN
B - STUT- EN SLOOPWERK
C - GRONDWERK
D - HEIWERK
E - BETONWERK, IN HET WERK GESTORT
F - METSELWERK
G - CONSTRUCTIES VAN (GROTE) PREFAB-ONDERDELEN VOOR ONDERBOUW EN BOVENBOUW
H - CONSTRUCTIES VAN BALKEN EN PROFIELEN
I - LEIDINGWERK
J - DRAAD- EN NETWERK
K - ISOLATIEWERK (warmte en geluid)
L - BAANVORMIGE (DAK)BEDEKKINGEN
M - PLAATWERK (metaal)
N - OVERLAPPENDE CONSTRUCTIES (golfplaten, pannen, leien, enz.)
O - -gereserveerd-
P - PLEISTERWERK
Q - -gereserveerd-
R - CONSTRUCTIES VAN STIJVE NIET OVERLAPPENDE PLATEN
S - TEGELWERK
T - CONSTRUCTIES VAN BAANVORMIGE BEKLEDINGEN (anders dan L)
U - -gereserveerd-
V - SCHILDER- EN BESCHERMWERK
W - BEPLANTINGSWERK
X - CONSTRUCTIES VAN PREFAB ONDERDELEN (anders dan G en H)
Y - CONSTRUCTIEWERK ZONDER EIGEN VORM
Z - CONSTRUCTIEWERK NAAR VOEGVORMEN
Tabel 3 - Constructiemiddelen (bouwmaterialen)
a - SAMENGESTELDE GRONDSTOFFEN
b - -gereserveerd-
c - -gereserveerd-
d - -gereserveerd-
e - NATUURSTEEN
f - NIET-GEBAKKKEN KUNSTSTEEN
g - KLEI
h - METAAL
i - HOUT
j - ORGANISCHE MATERIALEN
k - -gereserveerd-
l - -gereserveerd-
m - ANORGANISCHE MATERIALEN
n - KUNSTSTOFFEN, RUBBERS
o - GLAS
p - VULSTOFFEN
q - KALK EN CEMENT, BINDMIDDELEN, MORTELS
r - KLEI, GIPS, MAGNESIUM EN KUNSTSTOF BINDMIDDELEN
s - BITUMEN
t - BEVESTIGINGSMIDDELEN, VOEGVULLINGEN
u - BESCHERMENDE EN EIGENSCHAP-BEÏNVLOEDENDE MATERIALEN
v - VERVEN
w - HULPSTOFFEN
x - -gereserveerd-
y - COMPOSIETEN
z - SUBSTANTIES
Tabel 4 - Activiteiten, kenmerken en eigenschappen
- A t/m D staan voor activiteiten en hulpmiddelen;
- E t/m F staan voor kenmerken en eigenschappen;
- I t/m T staan voor prestaties en
- U t/m Z staan voor eisen, randvoorwaarden en doorontwikkeling.

## Voetnoten
1. ↑  BIM Basis ILS Hoofdstuk 3.6. Gearchiveerd op 10 januari 2025. Geraadpleegd op 10 januari 2025.
2. ↑  Website BIM loket. Gearchiveerd op 5 januari 2022. Geraadpleegd op 5 januari 2022.
3. ↑  NLBE-SfB Facts - Ketenstandaard Bouw en Techniek. Gearchiveerd op 10 januari 2025. Geraadpleegd op 10 januari 2025.